# 皮兰沙赫尔
36°41′40″N 45°08′30″E / 36.6944°N 45.1417°E

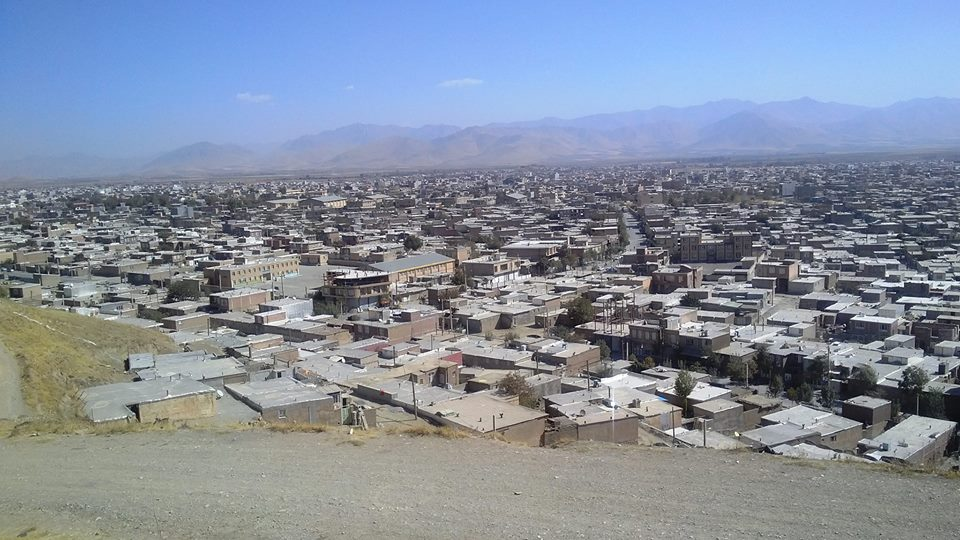
皮兰沙赫尔

皮兰沙赫尔（波斯語：‎），又稱皮蘭沙爾（：‎，羅馬化：Pîranşar），是伊朗西阿塞拜疆省的一座城市，位于乌鲁米耶湖以西，邻近伊拉克边境，人口约10.9万（2005年）。
皮兰沙赫尔沙是伊朗最古老的城市之一，它的基础可以追溯到米底亚王国出现之前和伊朗前伊斯兰时代。波斯语是伊朗的官方语言，因此在皮兰沙赫尔市内，每个有识字的人都知道如何用波斯语交流，識字率是97％。
皮兰沙赫尔市生产各种颜色和质地的100多种不同的花岗岩材料。 皮兰沙赫尔花岗岩的品質和美丽是世界上最着名的之一。
这个城市是伊朗发展最快的城市之一，伊朗政府2016年中期人口普查得出皮兰沙尔的人口大约有300万人，而1996年的数字为200万，皮兰沙赫尔也是Mokrian传统地区的中心。